# شین کامن رایدر (فیلم)
شین کامن رایدر (انگلیسی: Shin Kamen Rider) یک فیلم ابرقهرمانی ژاپنی محصول سال ۲۰۲۳ به کارگردانی و نویسندگی هیده‌آکی آنو است.